# Stabilimento Stellantis di Jefferson North
Lo stabilimento Stellantis di Jefferson North (Jefferson North Assembly) è una fabbrica che produce automobili a Detroit in Michigan, attualmente gestita da Stellantis.

## Storia
Lo stabilimento fu costruito nel 1991 da Chrysler per produrre il Jeep Grand Cherokee e fu ampliato nel 1999, portando la sua area a 250.000 m2. Nell'agosto 2008, l'azienda annunciò un investimento di 1,8 miliardi di dollari nel sito produttivo che lo avrebbe ampliato di 26.500 m2 e aggiornò l'impianto per la produzione di un nuovo prodotto nel 2010.

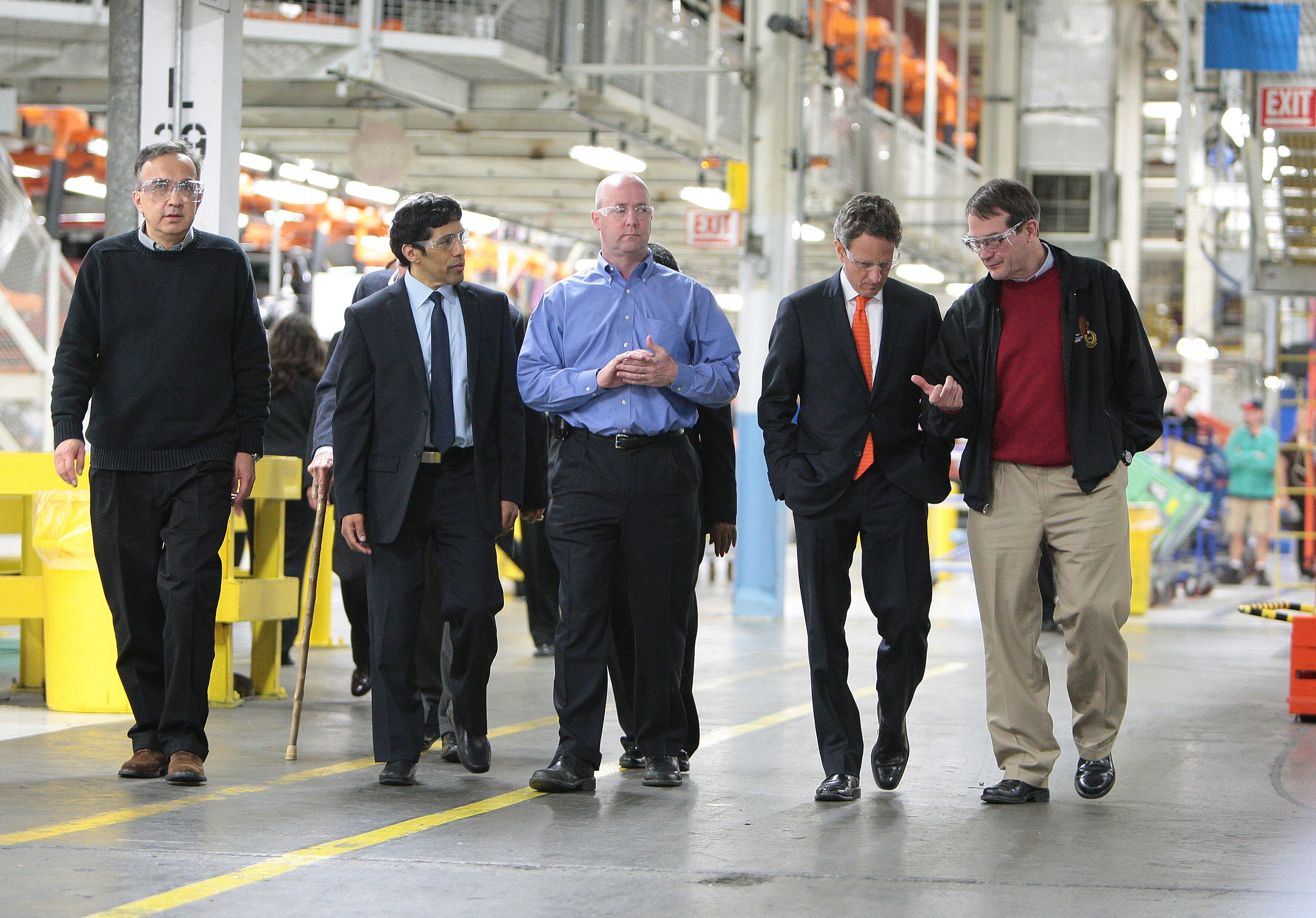
(da sinistra a destra) CEO di Chrysler Group Sergio Marchionne, Membro del Congresso Hansen Clarke (MI-13), Direttore di stabilimento Pat Walsh, Segretario Tim Geithner e il presidente della UAW Bob King in un tour dello stabilimento di Jefferson North a Detroit, nell'aprile 2011.

Nel 2011 l'impianto venne ampliato nuovamente, portando la superficie totale a 280.000 m2 mentre nel 2013, vennero prodotte più di 300.000 vetture all'anno mediante la sua forza lavoro che fu di 4.600 dipendenti. Le squadre lavorarono secondo un "programma di lavoro alternativo" noto come 3-2-120 che non richiese a Chrylser di pagare gli straordinari o la paga del fine settimana (Il programma faceva parte del pacchetto di salvataggio di Chrysler). Ogni squadra lavorava 10 ore al giorno per 4 giorni ("A" dalle 5:00 alle 15:30 dal lunedì al giovedì; "B" dalle 16:00 alle 2:30 dal mercoledì al sabato; "C" 10 ore durante il turno notturno del lunedì e martedì e 10 ore nel turno di giorno venerdì e sabato). Questo metodo nacque da una pratica di lavoro di tre giorni, togliendone due (più la domenica per tutti) in modo che tutti avessero lavorato 120 ore ogni tre settimane. Nell'agosto dello stesso anno, lo stabilimento di Jefferson North produsse il suo 5.000.000º veicolo da quando realizò per la prima volta la Jeep Grand Cherokee ZJ nel 1992. Il 26 febbraio 2019, FCA annunciò l'intenzione di investire 900 milioni di dollari per riorganizzare e modernizzare l'impianto per costruire la Dodge Durango e la Jeep Grand Cherokee di nuova generazione con 1.100 nuovi posti di lavoro previsti.

## Automobili prodotte

### Auto in produzione
| Foto | Marca | Modello          | Inizio produzione |
| ---- | ----- | ---------------- | ----------------- |
|      | Dodge | Durango III      | 2011              |
|      | Jeep  | Grand Cherokee V | 2022              |

### Auto fuori produzione
| Foto | Marca | Modello            | Inizio produzione | Fine produzione |
| ---- | ----- | ------------------ | ----------------- | --------------- |
|      | Jeep  | Grand Cherokee I   | 1992              | 1998            |
|      | Jeep  | Grand Cherokee II  | 1998              | 2005            |
|      | Jeep  | Grand Cherokee III | 2004              | 2010            |
|      | Jeep  | Commander          | 2006              | 2010            |
|      | Jeep  | Grand Cherokee IV  | 2010              | 2021            |